# Cançó de Nadal (Dickens)
|  | Conte de Nadal i A Christmas Carol redirigeixen aquí. Per a altres significats, vegeu Conte de Nadal (desambiguació). |

La Cançó de Nadal, o Càntic de Nadal, o el Conte de Nadal (A Christmas Carol en anglès, títol sencer: A Christmas Carol. In Prose. Being a Ghost Story of Christmas) és una novel·la escrita per Charles Dickens el 1843 que va tenir un gran èxit des del moment de la seva publicació, èxit que ha propiciat adaptacions a diversos mitjans i múltiples reedicions. L'any 1981, la va traduir al català Lluís Nonell i Brunés.

## Argument
Ebenezer Scrooge és un vell avar que té esclavitzat el seu treballador, un jove pobre i de bon cor. La nit de Nadal rep la visita de tres fantasmes: el fantasma del passat el porta cap a la seva infància, perquè recordi el que va sentir llavors i se li entendreixi el cor; el fantasma del present l'apropa a casa del seu treballador, on, malgrat la pobresa, regna l'amor i l'esperit familiar (i on veu un nen malalt); i el fantasma del futur el porta a la seva mort, sol. Espantat per les visions, Scrooge decideix canviar de caràcter, ajuda la família del treballador i recupera amb això l'esperit de Nadal.

## Anàlisi

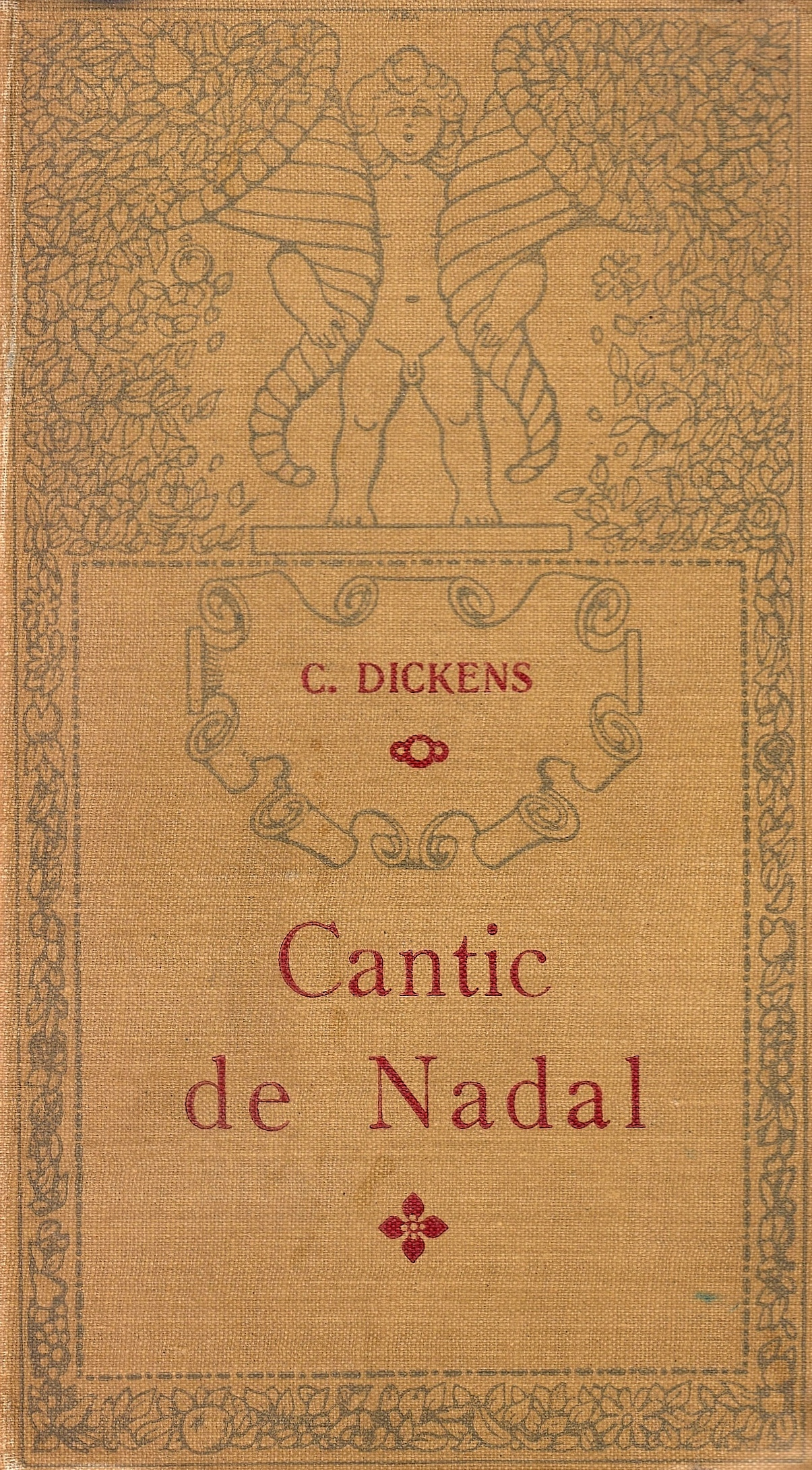
Primera traducció catalana: Càntic de Nadal, publicada a Barcelona l'any 1910 dins la col·lecció Biblioteca de El Poble Català

La història contraposa explícitament l'egoisme, el treball desmesurat i l'avarícia a l'esperit de Nadal, en una crítica a les relacions socials sorgides de la Revolució industrial. Hi apareixen alguns dels temes recurrents en Dickens, com la infància pobra i treballadora, que reapareixerà en Our Mutual Friend, o l'avarícia, present en Oliver Twist. La crítica a les condicions de vida del nou capitalisme està present en tota la seva obra.
Scrooge sembla l'encarnació de les teories de Thomas Malthus, amb l'estereotip del jueu avar, ampliant un personatge menor aparegut en Els papers del club Pickwick, Gabriel Grub. El classisme de Scrooge i la manca d'amor a la seva vida l'han portat a ser addicte al treball i insensible als altres, com mostra el fantasma del passat, en un retrocés a la seva infància, que explica part de la seva personalitat (era típic del realisme i, més endavant, del naturalisme incloure aquest llegat familiar com a justificació de la conducta present).
La novel·la va ajudar a tipificar els bons sentiments associats a Nadal, plasmats en múltiples obres posteriors, entre les quals destaca la pel·lícula Que bonic que és viure.
La por de la mort com a motiu de canvi (amb avisos sobrenaturals inclosos) és un motiu recurrent ja des de l'edat mitjana i propi de la literatura religiosa, pel qual Déu insta a expiar els pecats per evitar la condemnació eterna. El fet d'usar fantasmes ve de l'interès per l'espiritisme de finals de segle xix i per influència de la literatura gòtica.

## Traduccions en català
- Dickens, Charles. Traduït de l'anglès per Lluís Nonell i Brunés. Cançó de Nadal.  Barcelona: La Magrana, 2000, p. 120. ISBN 9788482642796.
- Dickens, Charles. Traducció de l'anglès per Josep Carner amb el títol: Una Cançó Nadalenca. Editorial Catalana SA, 1918.
- Dickens, Charles. Traducció de l'anglès de Maria Antònia Oliver: Conte de Nadal. Barcelona: Bambú, 2010.
- Dickens, Charles. Traducció de l'anglès de Xavier Pàmies amb el títol: Cançó de Nadal en prosa. Un relat nadalenc d'espectres. Barcelona: La Magrana, 2009.
- Dickens, Charles. Traducció de Ferran Girbal Jaume: Cantic de Nadal. Barcelona: Biblioteca de El Poble Català, 1910.

## Adaptacions famoses
L'obra va inspirar molts artistes que van adaptar l'obra per al teatre, el musical, la música de cambra...
- Scrooge (1935)
- Men of Goodwill: Variations on 'A Christmas Carol' (1947), composició per a orquestra de cambra de Benjamin Britten
- Scrooge (1970), una versió musical protagonitzada per Albert Finney i Alec Guinness
- A Christmas Carol (1971), en dibuixos animats, amb un premi Oscar
- Mickey's Christmas Carol (1983), versió de Disney
- The Muppet Christmas Carol (1992)
- A Christmas Carol (1999)
- Christmas Carol: The Movie (2001)
- Scrooge: The Musical (1992), adaptació al teatre de la pel·lícula de 1970
- A Flintstones Christmas Carol (1994)
- A Christmas Carol: The Musical (1995)
- A Christmas Carol (2009), versió de Jim Carrey
- Scrooge: conte de Nadal (2022), versió musical de dibuixos animats